# Герасимова, Елена Анатольевна
Еле́на Анато́льевна Гера́симова (род. 21 июня 2004) — российская спортивная гимнастка. По состоянию на 2020 год входит в основной состав сборной команды России по этому виду спорта.
Двукратная чемпионка первого чемпионата мира среди юниоров (2019) — в командном многоборье и на бревне, а также бронзовая медалистка в вольных упражнениях.

## Биография
В ноябре 2016 года в Пензе на первенстве России среди юниорок и девушек 9—15 лет стала в составе команды Чебоксар обладательницей серебряной медали командного многоборья.
В апреле 2017 года на первенстве России среди юниорок завоевала две бронзовые медали в личных соревнованиях (среди КМС) — в личном многоборье и в вольных упражнениях. Кроме того, была 8-й в опорном прыжке. В командном многоборье заняла с командой Республики Чувашия 4-е место.
На первенстве России 2018 года среди юниорок в Челябинске завоевала серебро в команде. В личном многоборье была 10-й, на брусьях 4-й.
На первенстве России 2019 года в Пензе взяла бронзу в личном многоборье и два серебра в отдельных видах; на брусьях и на бревне. В вольных упражнениях была 5-й.
В июне 2019 года вместе с Викторией Листуновой, Владиславой Уразовой и запасной Яной Вороной представляла Россию в Дьёре (Венгрия) на первом в истории чемпионате мира среди юниоров. Вернулась с двумя золотыми медалями (командной и за упражнения на бревне) и одной бронзовой (за вольные упражнения). В личном многоборье была 5-й.
На Летних Олимпийских играх в Токио, проходивших летом 2021 года выступала в квалификационной программе.